# Silkwood
Silkwood er en amerikansk film fra 1983 med Meryl Streep i hovedrollen. Filmen er instrueret af Mike Nichols, og dramatiserer den sande historie om Karen Silkwood, der døde i et biluheld. 
Filmen er skrevet af Alice Arlen og Nora Ephron, og var i 1984 nomineret til 5 Oscar-statuetter: Bedste kvindelige hovedrolle (Meryl Streep), bedste kvindelige birolle (Cher), bedste instruktør (Mike Nichols), bedste klipning og bedste originale manuskript. 

## Handling
Karen Silkwood er ansat på et stort plutoniumsanlæg, i den amerikanske stat Oklahoma. Hun ved, at plutonium er meget farligt, men fra fabrikkens ledelse får de ansatte indtrykket af, at sikkerheden på anlægget er helt i top. Desværre er dette ikke sandheden. Anlægget skal tjene penge, og der er ikke plads til at tage hensyn til de ansatte, og miljøet omkring dem. Hun vil til bunds i sagen, og begynder at stille kritiske spørgsmål, som fabrikken for alt i verden ikke ønsker skal komme frem i lyset.
Tagline: On November 13, 1974, Karen Silkwood, an employee of a nuclear facility, left to meet with a reporter from the New York Times. She never got there.

## Medvirkende
- Meryl Streep ... Karen Silkwood
- Kurt Russell ... Drew Stephens
- Cher ... Dolly Pelliker
- Craig T. Nelson ... Winston
- Fred Ward ... Morgan
- Diana Scarwid ... Angela
- Ron Silver ... Paul Stone
- Bruce McGill ... Mace Hurley
- David Strathairn ... Wesley

## Eksterne Henvisninger
- Silkwood på Internet Movie Database (engelsk)
- Silkwood på Filmdatabasen
- Silkwood på Scope
- Silkwood i Svensk Filmdatabas (svensk)
- Silkwood på AlloCiné (fransk)
- Silkwood på MovieMeter (nederlandsk)
- Silkwood på AllMovie (engelsk)
- Silkwood hos American Film Institute (engelsk)
- Silkwoods profil hos Encyclopædia Britannica Online (engelsk)
- Silkwood på Turner Classic Movies (engelsk)